# Gendai-tō
Gendai-tō (jap. 現代刀) ist der Sammelbegriff für japanische Schwerter, die seit dem Verbot des Schwerttragens (廃刀令, Haitōrei) im Jahr 1876 noch auf traditionelle Weise hergestellt wurden. Ihre Vorläufer bezeichnete man als Kotō (古刀, „alte Schwerter“), ab 1597 als Shintō (新刀, „neue Schwerter“) und ab 1781 als Shinshintō (新々刀 beziehungsweise 新新刀, „neue neue Schwerter“).